# سنوكر في ألعاب بارالمبية صيفية
السنوكر البارالمبي هو منافسات أُقيمت لأول مرة دورة الألعاب البارالمبية الصيفية 1960.

## تاريخها
طلبت الحكومة البريطانية من طبيب الأعصاب لودفيغ غوتمان في سبتمبر 1943، إنشاء المركز الوطني لإصابات العمود الفقري في مستشفى ستوك مانديفيلي في باكينغهامشير.:1 عُيِّن غوتمان مديراً للمركز عند افتتاحه في 1944 وشغل المنصب حتى 1966. قُدمت الرياضة كجزء من برنامج إعادة التأهيل الشامل للمرضى في المركز، بدءاً من السهام والسنوكر والملكمة [الإنجليزية] والقناني الخشبية [الإنجليزية]، ثم الرماية.:1–3
نظم غوتمان أول دورة ألعاب ستوك مانديفيلي للأشخاص المصابين بالشلل النصفي في شكل عرض رماية بفريقين، والذي أقيم في 29 يوليو 1948، وهو نفس يوم بدء دورة الألعاب الأولمبية الصيفية 1948 في لندن. ثم أضيفت كرة الشبكة كحدث في 1949، ورمي الرمح في 1950. وقُدمت لعبة السنوكر لأول مرة في ألعاب ستوك ماندفيل في 1951 مع تضمينها في كل حدث سنوي حتى 1959.:4–12, 45
استخدم غوتمان في الأصل مصطلح الألعاب البارافالجية، وهو الاسم الذي تطور في النهاية إلى «الألعاب البارالمبية» (أو «البارالمبياد»)، والتي أقيمت لأول مرة في روما جنباً إلى جنب مع الألعاب الأولمبية الصيفية في 1960.
دخلت لعبة السنوكر في الألعاب البارالمبية الصيفية الافتتاحية 1960، التي أقيمت في روما. أقيمت الفعالية في الهواء الطلق في منطقة مغطاة لمضمار جري، على طاولة أُرسلت من مستشفى ستوك مانديفيلي.:56 جرى التنافس على لعبة السنوكر في كل دورة بارالمبية صيفية لاحقة حتى 1988، باستثناء عام 1980، بإجمالي سبع دورات بارالمبية
كانت لعبة السنوكر متاحة فقط للمتنافسين الذكور في الألعاب البارالمبية.:368 هيمنت بريطانيا العظمى على اللعبة على مدار تاريخها البارالمبي، حيث فازت بثماني ميداليات ذهبية في هذه الرياضة، ثلاث منها مُنحت للاعب نوتنغهامشاير مايكل شيلتون.